# راجندرا پراساد
راجندرا پراساد (انگلیسی: Rajendra Prasad؛ زاده ۳ دسامبر ۱۸۸۴ – درگذشته ۲۸ فوریهٔ ۱۹۶۳ پتنا، bihar, india) یک سیاست‌مدار اهل هند و نخستین رئیس‌جمهور هند از ژانویه ۱۹۵۰ تا مه ۱۹۶۲ بود.